# 131 (getal)
131 is het natuurlijke getal volgend op 130 en voorafgaand aan 132.

## In de wiskunde
- Honderdeenendertig is een Sophie Germainpriemgetal.
- Tevens is het een palindroompriemgetal.

## Overig
Honderdeenendertig is ook:
- het jaar A.D. 131.
- het jaar 131 v.Chr.